# 이춘헌
이춘헌(李春憲, 1980년 5월 9일~)은 대한민국의 전직 근대5종 선수이다. 2004년 아테네 하계 올림픽에서 5068점의 점수로 21위를 달성했고 2010년 광저우 아시안 게임 단체 계주에서 금메달을, 개인 종합에서 은메달을 획득했다.